# ویلیام لوریمر

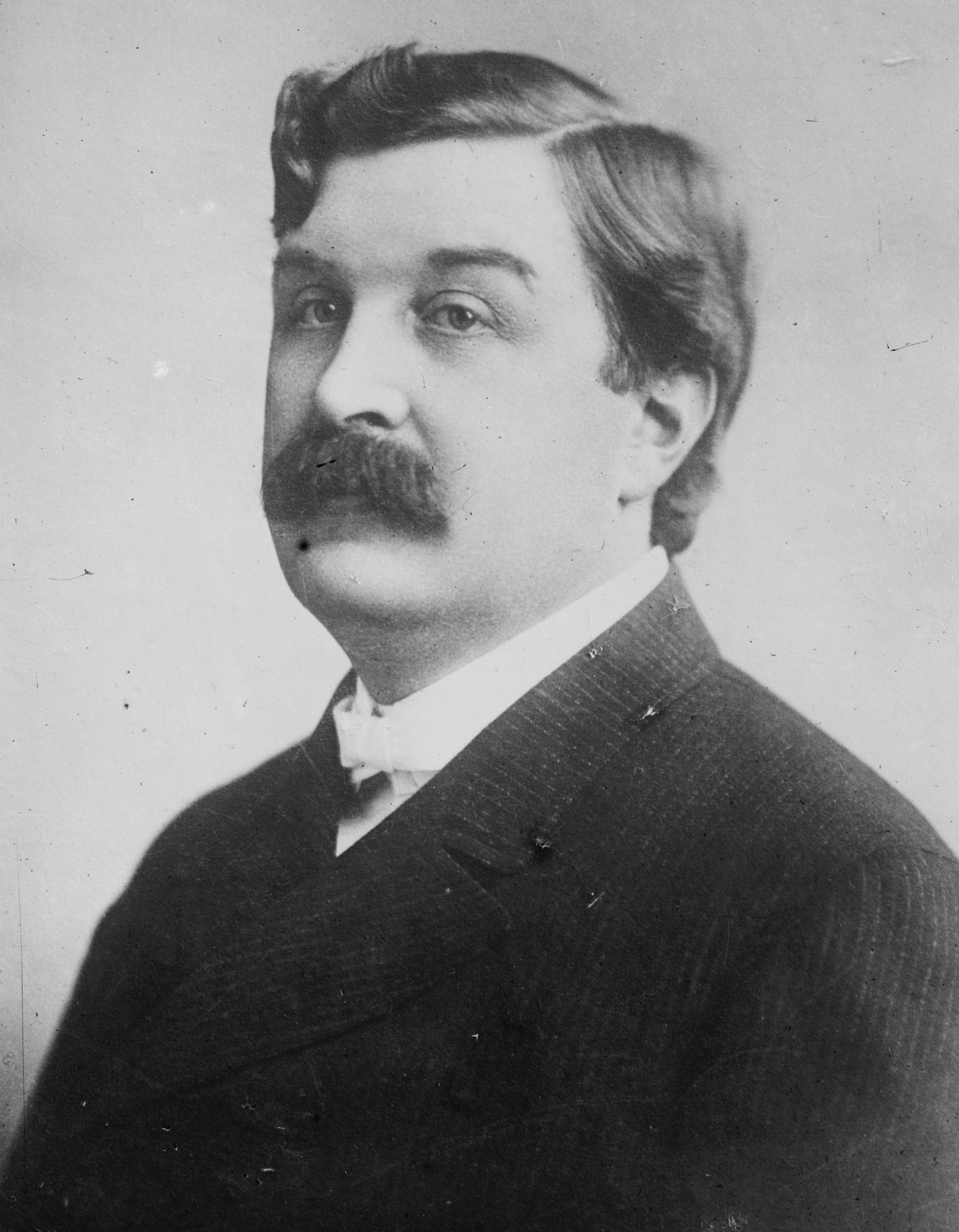
ویلیام لوریمر، سناتور اسبق آمریکایی - حوالی ۱۹۲۱

ویلیام لوریمر (به انگلیسی: William Lorimer) سناتور سابق عضو حزب جمهوری‌خواه ایالات متحده آمریکا بود. وی در سال ۱۹۰۹ تا ۱۹۱۲ میلادی سناتور ایالت ایلی‌نوی در سنای ایالات متحده آمریکا بود.